# Kaple Taitbout
Kaple Taitbout (fr. Chapelle Taitbout) je protestantská kaple v Paříži v 9. obvodu v ulici Rue de Provence. Kapli také využívá Armáda spásy a evangelická baptistická korejská církev v Paříži.

## Historie
V 19. století proběhla obnova francouzského protestantismu. V říjnu 1830 byla na Rue Taitbout (odtud její název) v rámci tohoto obrození otevřena kaple. Umístění kaple se několikrát měnilo, přičemž byl zachován název původního umístění. V roce 1831 se kaple přesunula na Boulevard des Italiens, v roce 1833 se vrátila do Rue Taitbout do čísla 9, kde dříve sídlili vyznavači saint-simonismu.
V roce 1839 bylo rozhodnuto o přesunu na novou adresu, protože kaple už byla příliš malá. Nová kaple byla postavena nedaleko na adrese 44, Rue de Provence, ale ponechala si jméno kaple Taitbout. Byla otevřena 3. května 1840. V roce 1850 se kaple stala členem Union des Églises évangéliques de France.